# Nabije Oosten

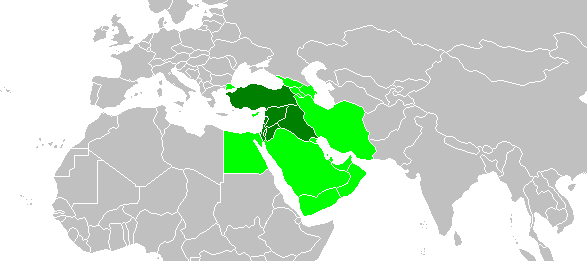
Het moderne archeologische en historische Nabije Oosten
Midden-Oosten

Het Nabije Oosten is een term die soms wordt gebruikt door archeologen, geografen en historici en in mindere mate door journalisten en verslaggevers om te verwijzen naar Zuidwest-Azië. De alternatieve en binnen politieke en economische contexten meer geaccepteerde term Midden-Oosten wordt meestal niet gebruikt door archeologen en historici, omdat deze een groter gebied omvat dat historisch gezien veelal minder relevant was. Binnen de geschiedenis van het Oude Nabije Oosten neemt Mesopotamië een centrale rol in door de grote hoeveelheid bronmateriaal en het gegeven dat het veelal Mesopotamische beschavingen waren die een leidende rol hadden in dit gebied.
De term Nabije Oosten is ontstaan om de restanten van het Ottomaanse Rijk aan te duiden en kreeg deze naam vanwege de geografische nabijheid ten opzichte van Europa. Vanuit dat gezichtspunt is het de tegenpool van het Verre Oosten. In plaats van deze eurocentrische benaming wordt ook wel Zuidwest-Azië gebruikt, maar dit gebeurt slechts sporadisch.
Egypte wordt ondanks zijn ligging op voornamelijk het Afrikaanse continent toch vaak gezien als onderdeel van het Nabije Oosten. Dit is mede vanwege zijn relaties met landen en rijken uit het Nabije Oosten door de hele geschiedenis heen.

## Geografie

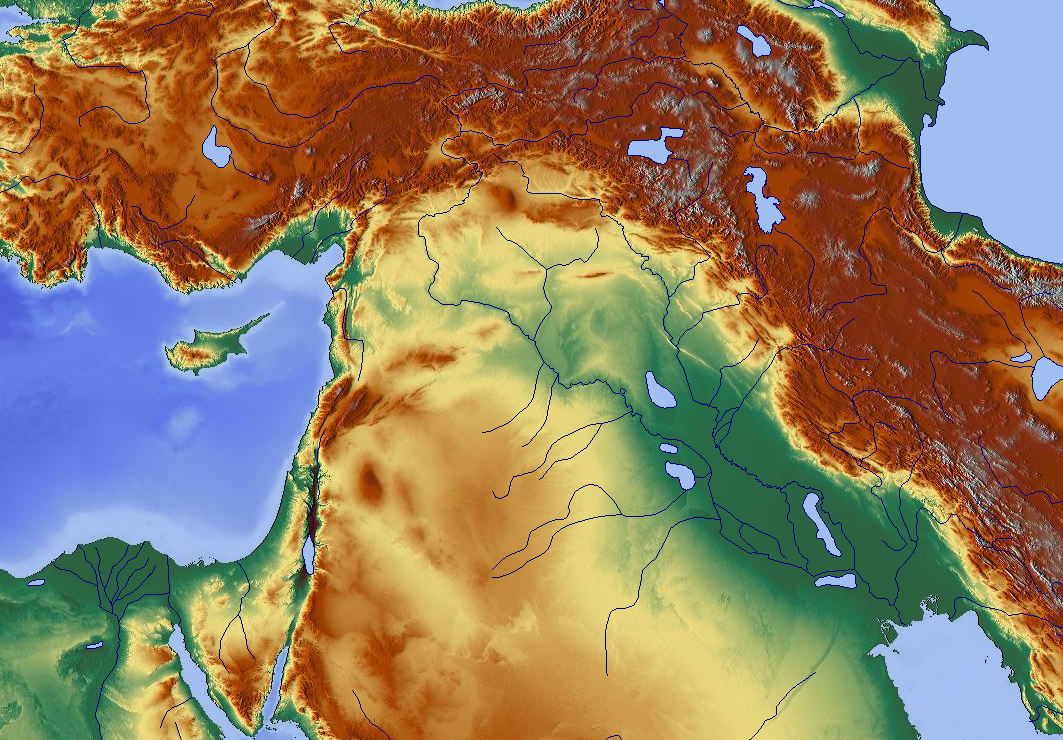
Reliëfkaart van het Nabije Oosten.

Bij het Nabije Oosten komen drie werelddelen bij elkaar, Europa, Azië en Afrika. Dit heeft het een unieke positie gegeven met betrekking tot menselijke migraties, wat ertoe bijdroeg dat het de bakermat werd van veel nieuwe ontwikkelingen als het ontstaan van de landbouw, dorpen en steden tijdens de stedelijke revolutie, gevolgd door rijken.
Het Nabije Oosten ligt voor een groot deel op de Arabische Plaat die omringd wordt door een aantal andere tektonische platen die een grote invloed hebben op het landschap. Aanvankelijk was de plaat één geheel met de Afrikaanse Plaat, maar daarna begonnen de twee platen langzaam uit elkaar te bewegen, waarbij in het westen de Rode Zee ontstaan is. In het noorden komt de plaat in botsing met de Iraanse Plaat of de Euraziatische Plaat en de Anatolische Plaat, waardoor het Zagrosgebergte is ontstaan. De depressie voor dit gebergte vormt het stroomgebied van de Eufraat en de Tigris.
De gebergtes zorgen voor een grote tegenstelling van neerslag. Orografische effecten brengen stuwingsneerslag aan de loefzijde van de bergen en regenschaduw aan de lijzijde. De isohyeten, lijnen van gelijke neerslag, volgen de gebergtes dan ook in grote mate. Met de rivieren maakt deze neerslag de Vruchtbare Sikkel mogelijk. Ten zuiden van dit gebied bevinden zich juist de Syrische en Arabische Woestijn.
Dit alles heeft een groot effect gehad op de bevolkingsgeschiedenis en ook de politieke geschiedenis. Het Zagrosgebergte maakte het zelfs voor grote rijken lastig om een militaire expansie te bereiken richting Anatolië en Iran. Richting Egypte was de doorgang ook beperkt. De Syrische Woestijn noodzaakte grotere groepen via de Levant te reizen, waar de doorgang beperkt werd tot de kustlijn en de Bekavallei tussen het Libanon- en het Anti-Libanongebergte.

## Landen
- Egypte (Afhankelijk van bron)
- Irak
- Israël
- Jordanië
- Libanon
- Palestina
- Syrië
- Turkije